# Basseterre
Basseterre je glavni grad države Sveti Kristofor i Nevis. Nalazi se na Svetom Kristoforu. Ima 16 696 stanovnika.
Jedan je od centara Zavjetrinskih otoka. Proizvodnja šećera bila je glavna sve do ukinuća 2005. godine.
Grad su osnovali Francuzi godine 1627.

## Vanjske poveznice
|  | Zajednički poslužitelj ima još gradiva o temi Basseterre |